# Valennes
Valennes település Franciaországban, Sarthe megyében. Lakosainak száma 304 fő (2022. január 1.). Valennes Baillou, Rahay, Berfay, Vibraye és Couëtron-au-Perche községekkel határos.

## Népesség
A település népessége az elmúlt években az alábbi módon változott:
| Lakosok száma | 314  | 319  | 326  | 318  | 316  | 315  | 315  | 310  | 304  |
|               | 2013 | 2015 | 2016 | 2017 | 2018 | 2019 | 2020 | 2021 | 2022 |